# DGainzBeats
DGainzBeats (Chicago, Illinois, SAD) je američki glazbeni producent i redatelj videospotova. Svoju karijeru je započeo 2008. godine kada je snimio svoj prvi spot i producirao prvu pjesmu. Surađuje s mnogim reperima iz Chicaga kao što su Chief Keef, Lil Durk, Chin Chilla Meek, King Louie, Sasha Go Hard i mnogi drugi. Najpoznatiji spot za pjesmu kojemu je on redatelj je za pjesmu "I Don't Like", repera Chiefa Keefa.

## Vanjske poveznice
- DGainzBeats na Twitteru